# Torn. E. b

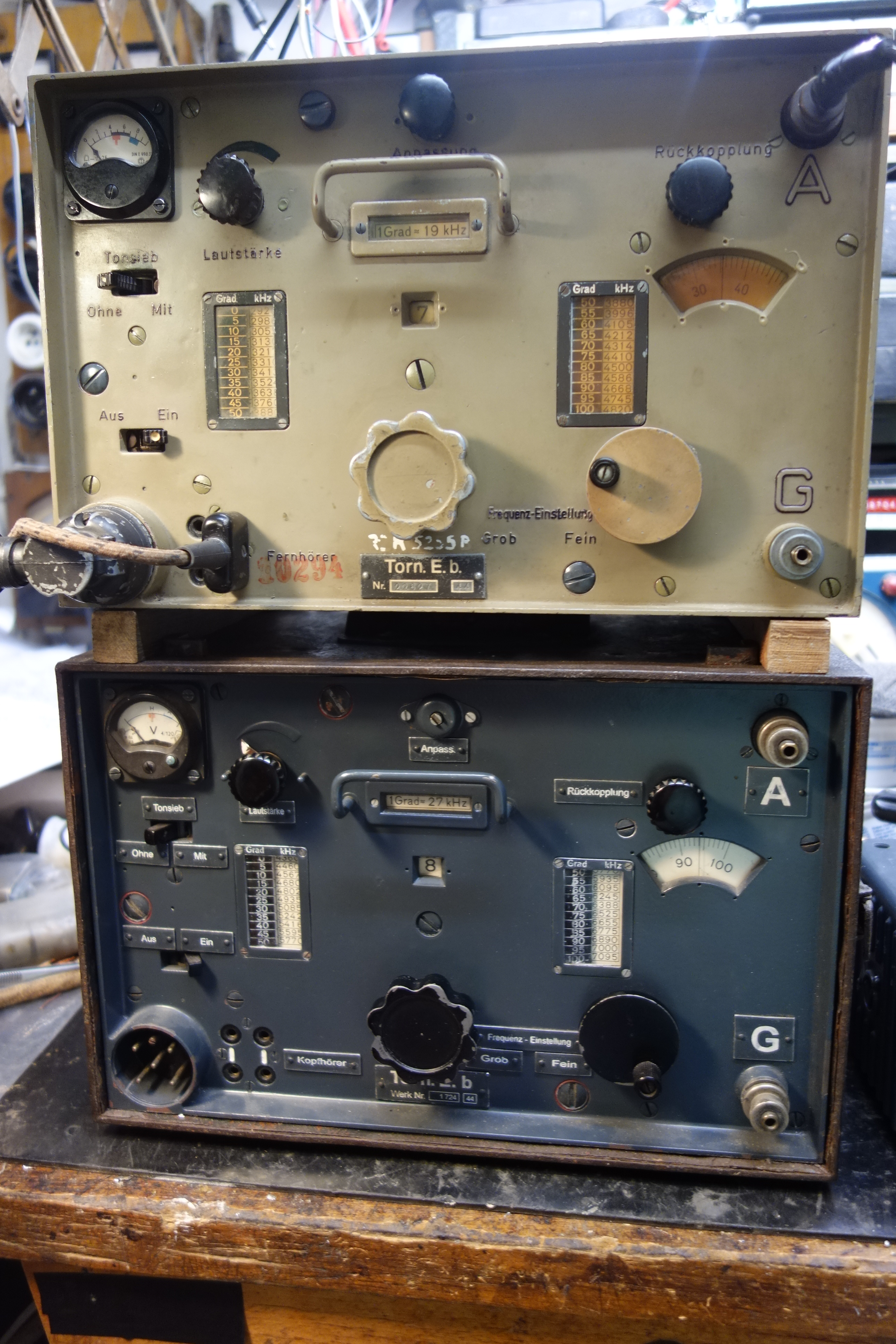
Dva restaurované přijimače Torn.E.b z roku 1944 - lehké (dole) a těžké (nahoře) provedení

Torn. E. b je německý vojenský elektronkový komunikační radiový přijimač z období druhé světové války. Coby standardní (vševojskový) přijimač byl vyráběn ve velkém množství a byl používán v nejrůznějších aplikacích (soupravy ad hoc improvisovaných radiostanic, standardní zástavby radiovozů, bojových vozidel i původní pěchotní použití). Po skončení druhé světové války se stal základem vybavení mnoha československých radioamatérů. 

## Technická data
- Rok uvedení: 1935
- Konstrukce: Telefunken
- Frekvenční rozsah: 96.6 - 7095 kHz v osmi podrozsazích
- Osazení elektronkami: 4 x RV 2 P 800 (pentoda)
- Napájení: Žhavení akumulátor 2B38 či 2,4NC58, anody baterie 90V
- Alternativní zdroje: Napájení 2V= měničem EW.b nebo WS(E)b, palubní síť 12V=  měničem EW.c, EW.c1, WS(E)c/c1
- Spotřeba: Žhavení 2V= 0,8A / anoda 90V= 10mA
- Provedení: Dvoudílné, přenosné. Skříň přijimače oddělitelně spojena se zdrojovou skříní s příslušenstvím
- Pohotovostní hmotnost kompletu: 25 kg, samotný přijimač 12 kg
- Originální popis ZDE[1].

Jeho typové označení vychází z jeho určení, tedy Tornister Empfänger (b).

## Konstrukce přístroje
Přístroj byl navržen a zkonstruován firmou Telefunken jako přenosný polní přijimač pro všeobecné použití. Byla to konečná verze prototypové řady 24b-305. Jednalo se o zapojením nekomplikovaný čtyřelektronkový přímozesilující zpětnovazebný přijimač, ovšem s mimořádně robustní mechanickou konstrukcí, založenou na tlakových odlitcích z lehké hliníko-hořčíkové slitiny (Elektron).

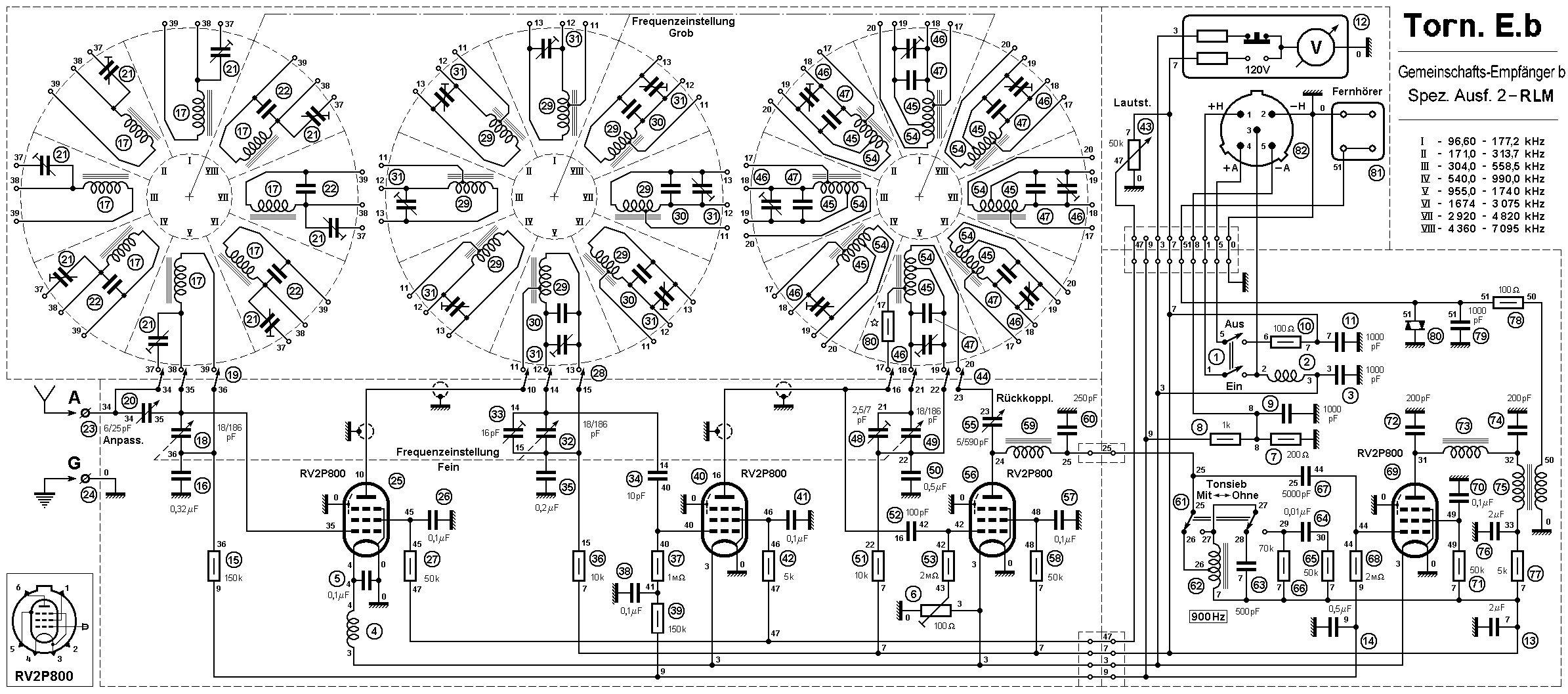
Torn. E. b Schema

## Určení přístroje

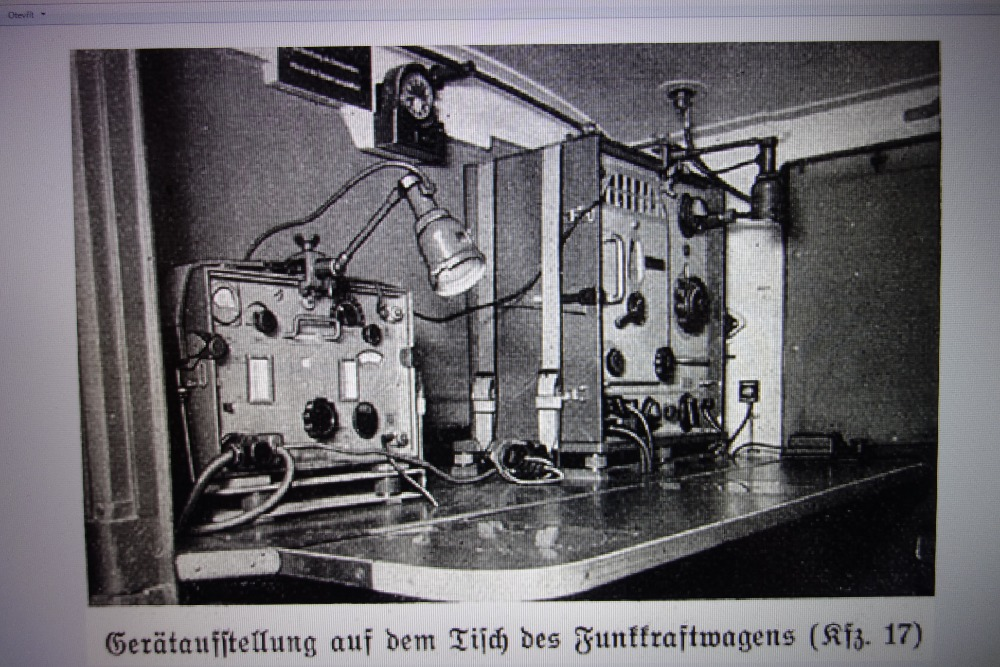
Německý radiovůz Kfz17: zástavba přijimače Torn.E.b a vysilače 100WS.(a)

Pro Wehrmacht byl Torn. E. b uveden do výzbroje v roce 1935 coby přenosný polní pěchotní přijimač, velice rychle se však rozšířil do všech dalších německých vojenských složek, včetně námořnictva i letectva. Přitom se u nich jednalo převážně o pevné i mobilní (vozidlové) instalace, kdy se ve všech těchto určeních plně osvědčil. V důsledku toho byl Torn. E. b produkován ve velkých množstvích a jeho výroba byla delimitována do velkého množství výrobních podniků různých firem. Tento přijimač byl dodáván nejen tehdejším německým spojencům, ale byl v různých verzích exportován i do zemí, stojících mimo válečný konflikt (ZDE na straně 11 - 15). 
V důsledku toho všeho se Torn. E. b stal vůbec nejrozšířenějším německým přijímačem z doby Druhé světové války. 

## Změny v provedení přístroje
V průběhu války, zejména v důsledku jejího průběhu, docházelo ke konstrukčním změnám, vynucených postupným vzrůstem nedostatku potřebných konstrukčních materiálů. Nejvýraznější změnou bylo postupné nahrazování lehkých hořčíkových slitin (Elektron) těžkými slitinami zinkovými (Zetal). Váha (hmotnost) přijimačů tak časem narostla až o 50%. Tato změna nastala postupně, v průběhu roku 1944. Vzhledem k tomu, že převážná část produkce směřovala k přístrojům určených pro mobilní zástavby, kdy byl přístroj napájen z palubní sítě, přestal být přijimač vybavován voltmetrem pro kontrolu stavu napájecích zdrojů (akumulátoru a anodové baterie). 

## Radioamatérské využívání přístroje
Po konci války zůstalo na území někdejšího Protektorátu velké množství německého vojenského materiálu, který převzala československá armáda coby válečnou kořist a nadále jej i využívala. Přijimače Torn. E. b byly nezanedbatelnou součástí této kořisti, a poté, co byly postupně nahrazovány novou vojenskou technikou, byly vyřazovány coby „inkurant“. Velká část tohoto materiálu se dostala do civilního využití, zejména prostřednictvím organisací, jakou byl například Svazarm. Torn. E. b se tak stal v průběhu padesátých i šedesátých let dvacátého století běžnou výbavou československých radioamatérů a byl i objektem nejrůznějších amatérských přestaveb.

## Torn.E.b coby sběratelský objekt
Postupně, zejména v devadesátých letech dvacátého století, se dochované inkurantní přístroje staly vítaným objektem sběratelského zájmu a z jednoho z nejběžnějších inkurantních přijimačů se postupně stávala sběratelská vzácnost. I beznadějné vraky se tak stávaly objekty restaurátorských snah, kdy byly postupně kříšeny k novému životu.

## Obrazová galerie

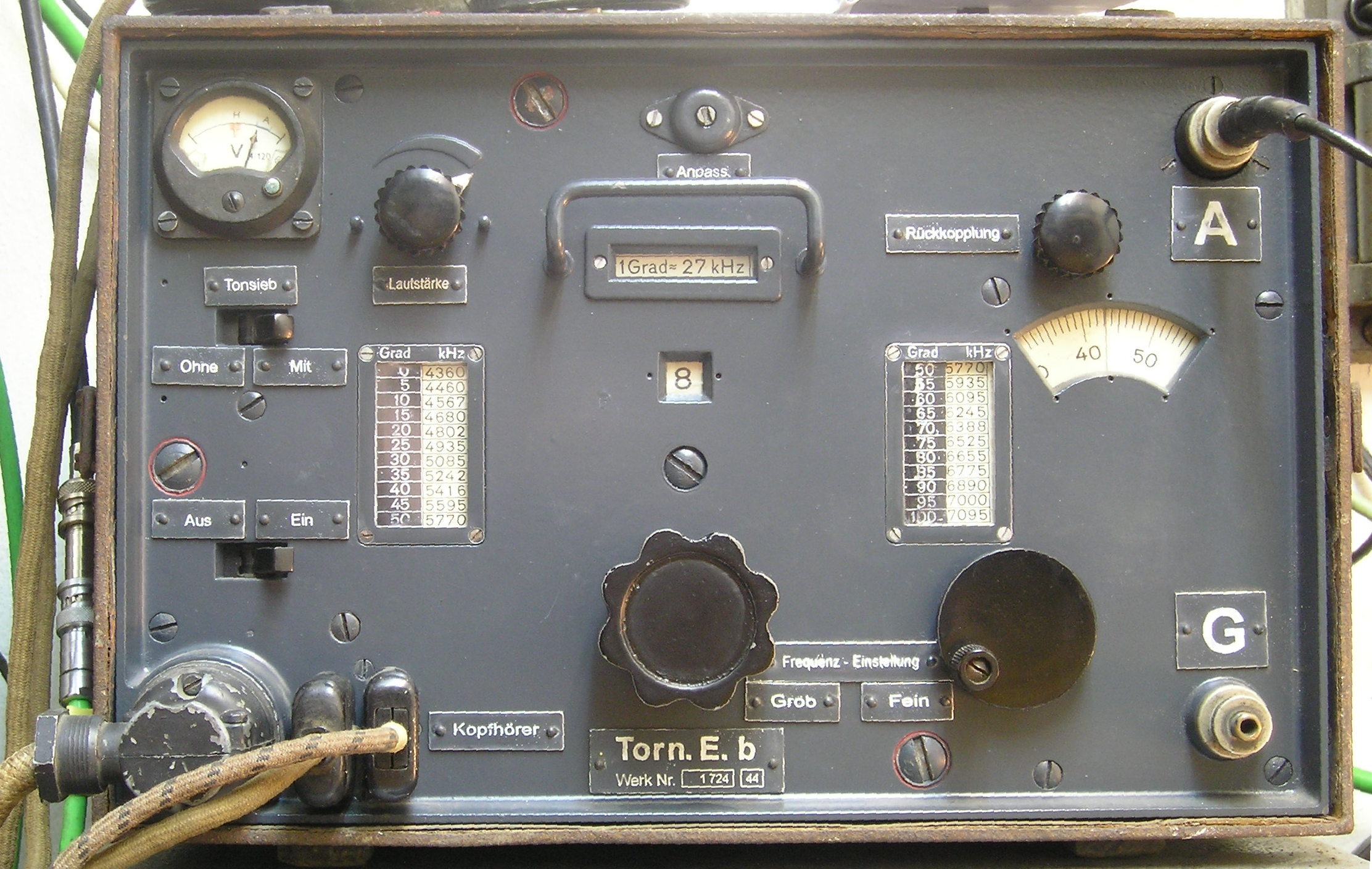
Restaurovaný přijimač Torn.E.b 1944
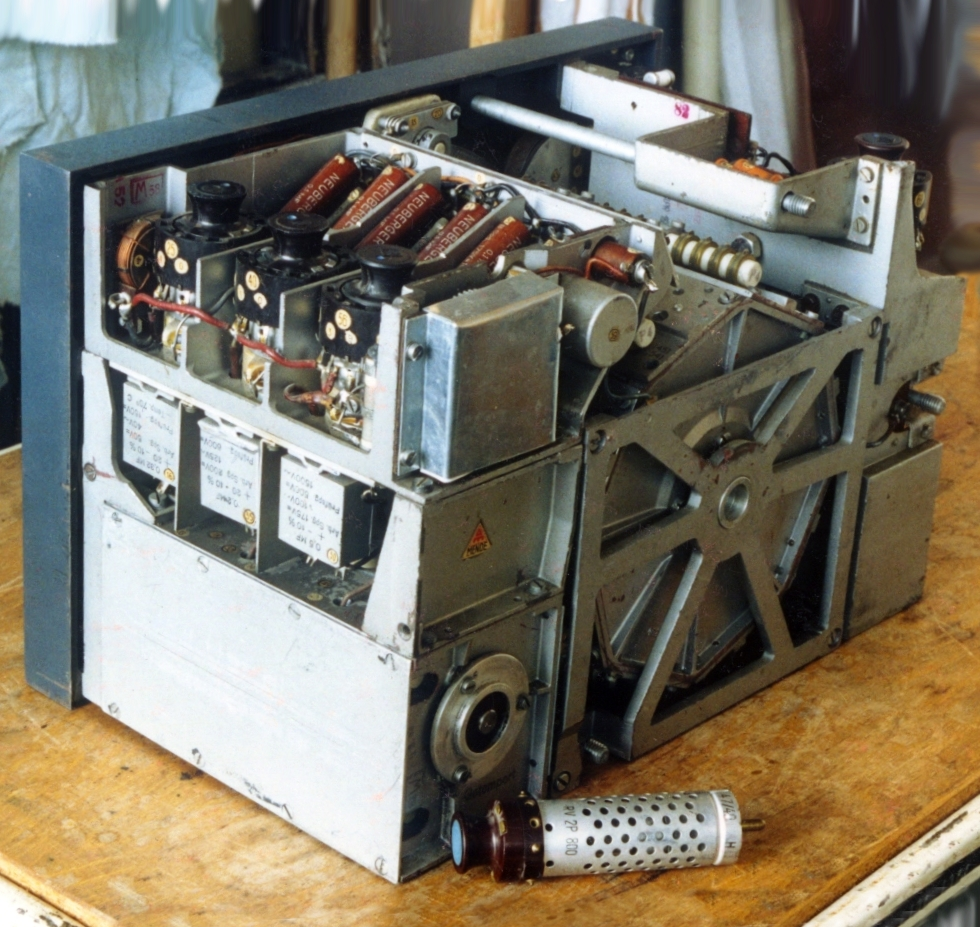
Torn. E. b 1944 - pohled zezadu + elektronka RV2P800
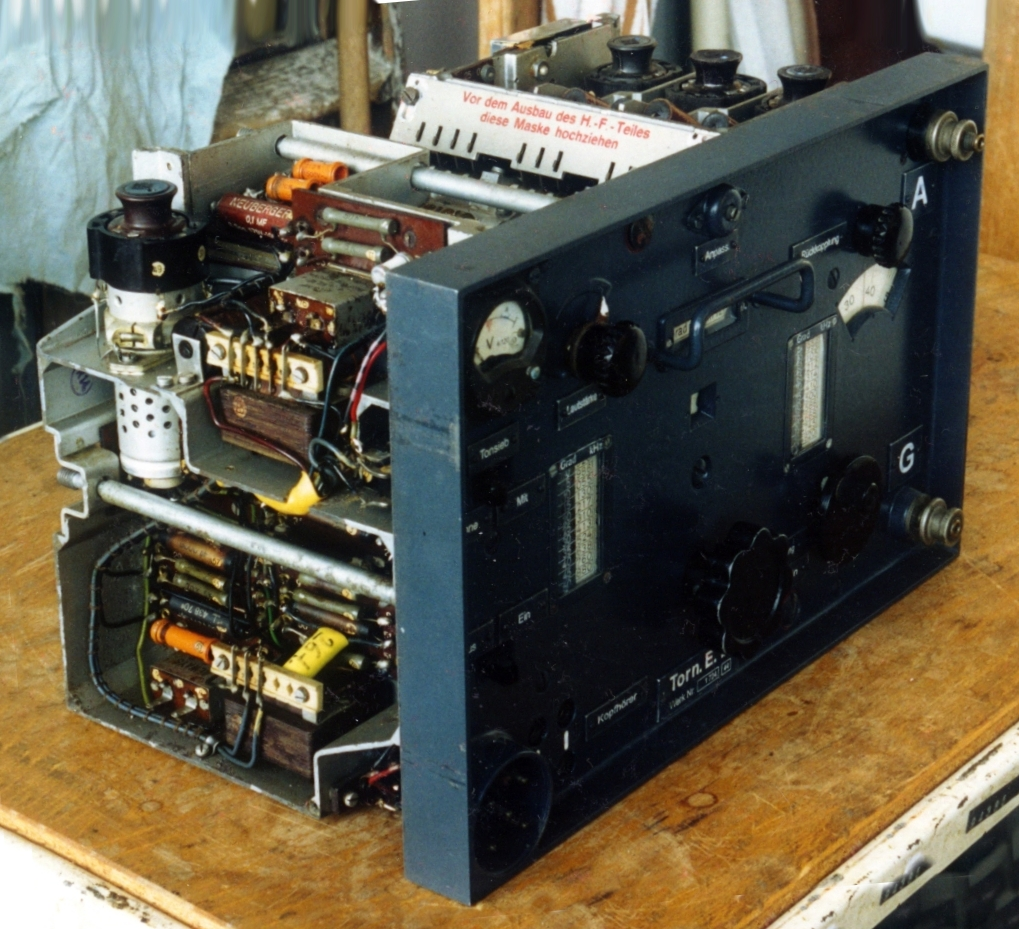
Torn. E. b 1944 - přední pohled
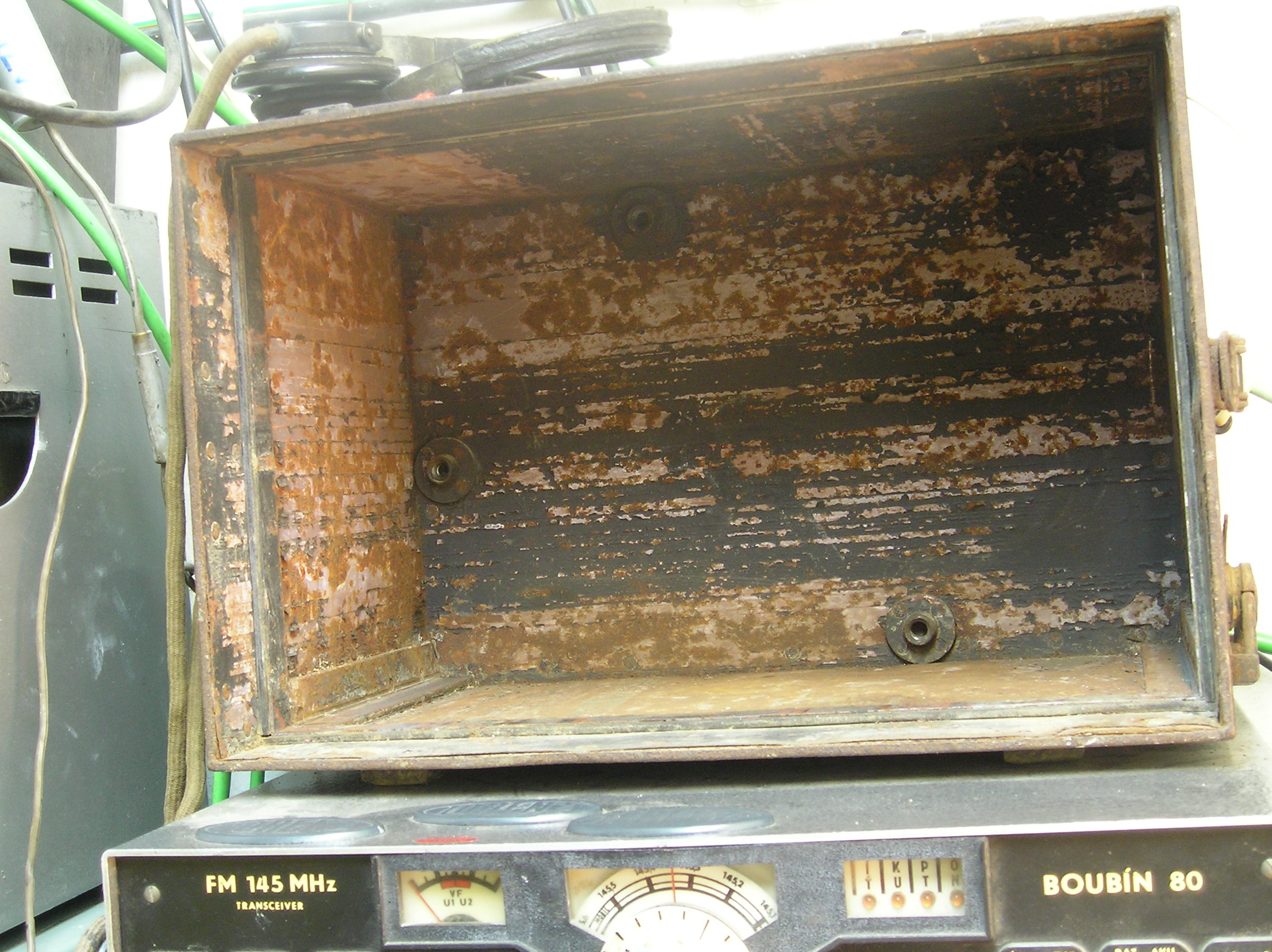
Skříň vodou zaplaveného přijimače Torn.E.b, nálezový stav po prvotním vysušení
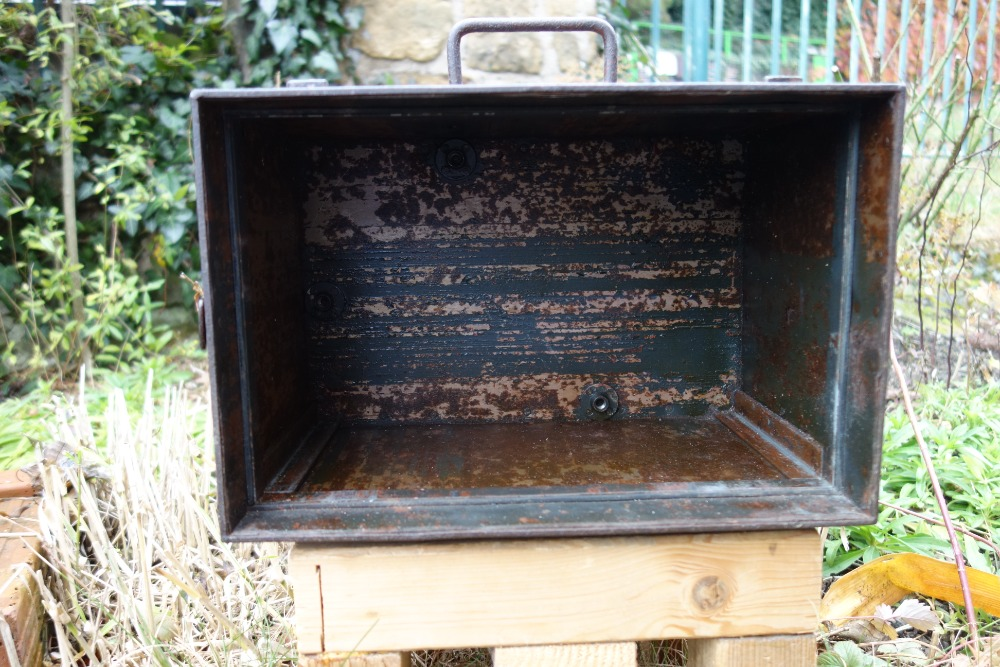
Skříň zaplaveného přijimače Torn.E.b po restaurování (stabilisace koroze, impregnace)
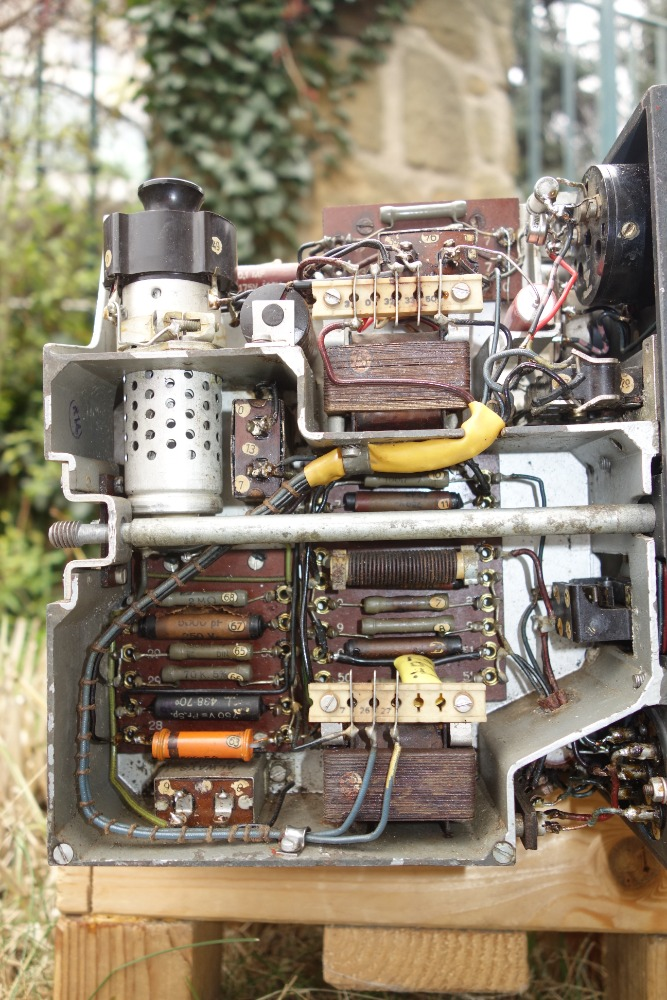
Přijimač Torn.E.b - restaurovaná NF část vodou zaplaveného přijimače
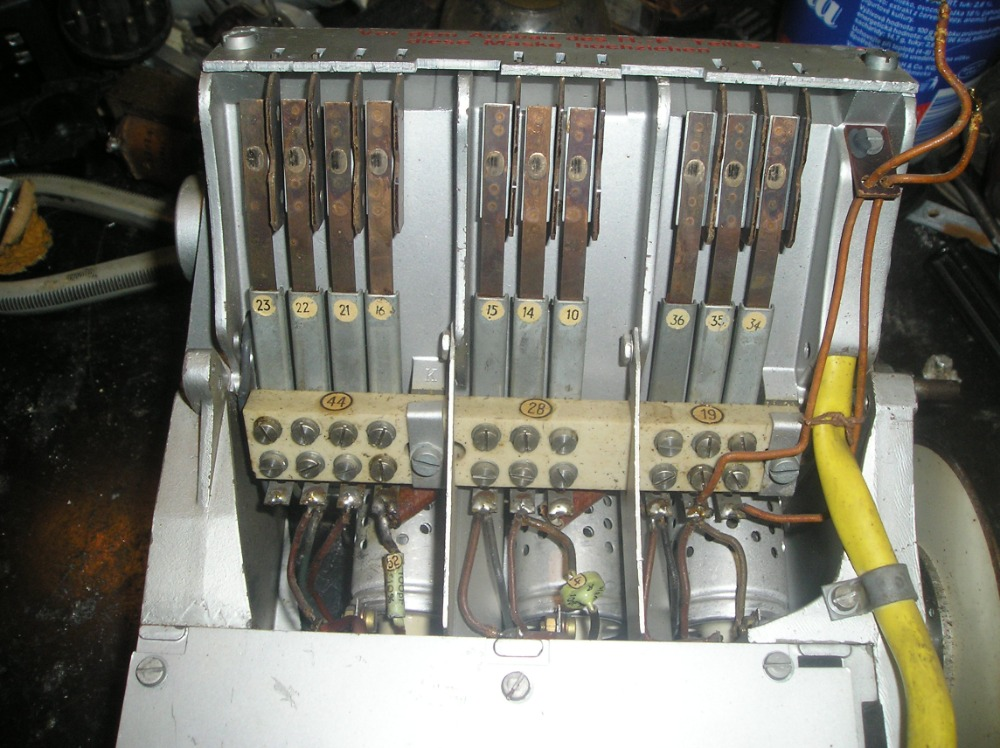
Přijimač Torn.E.b - VF část, kontakty karuselu
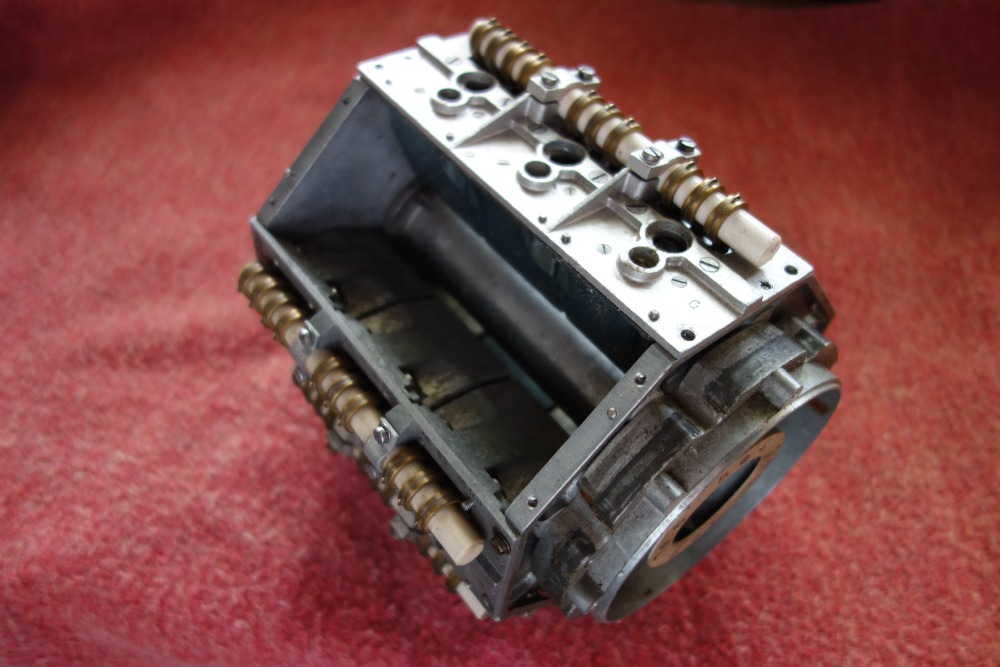
Přijimač Torn.E.b - demontovaný karusel s vyjmutým blokem cívek
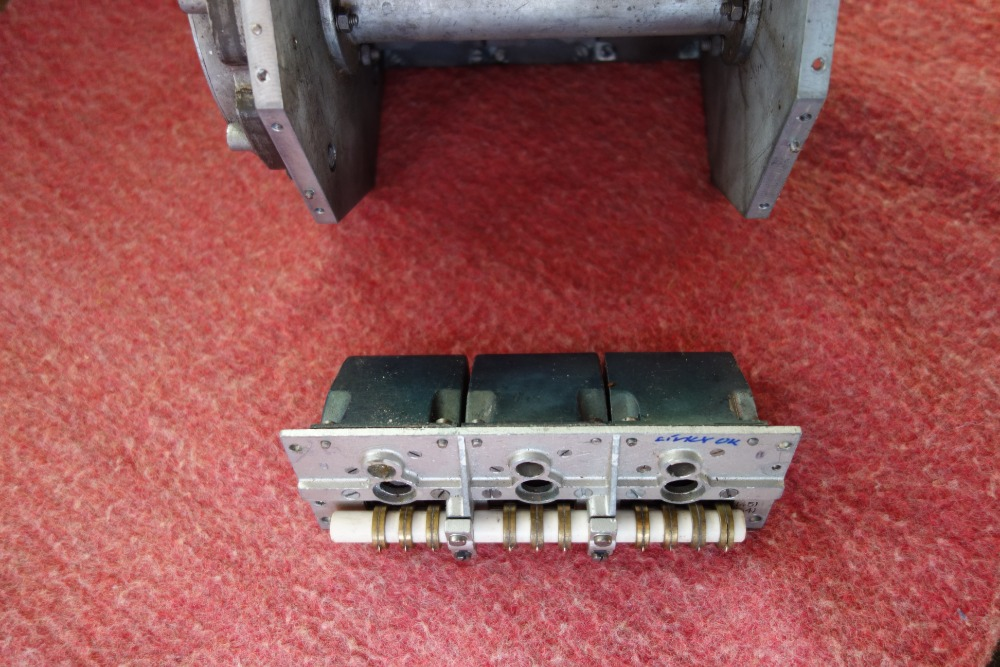
Přijimač Torn.E.b - demontovaný blok cívek
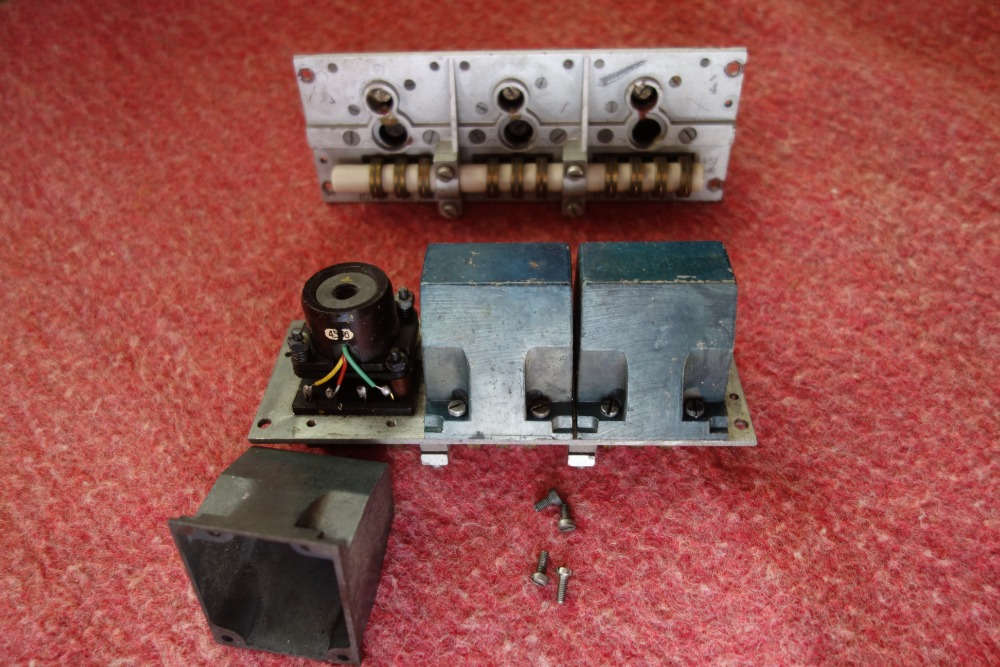
Přijimač Torn.E.b -  blok cívek dlouhovlnných rozsahů
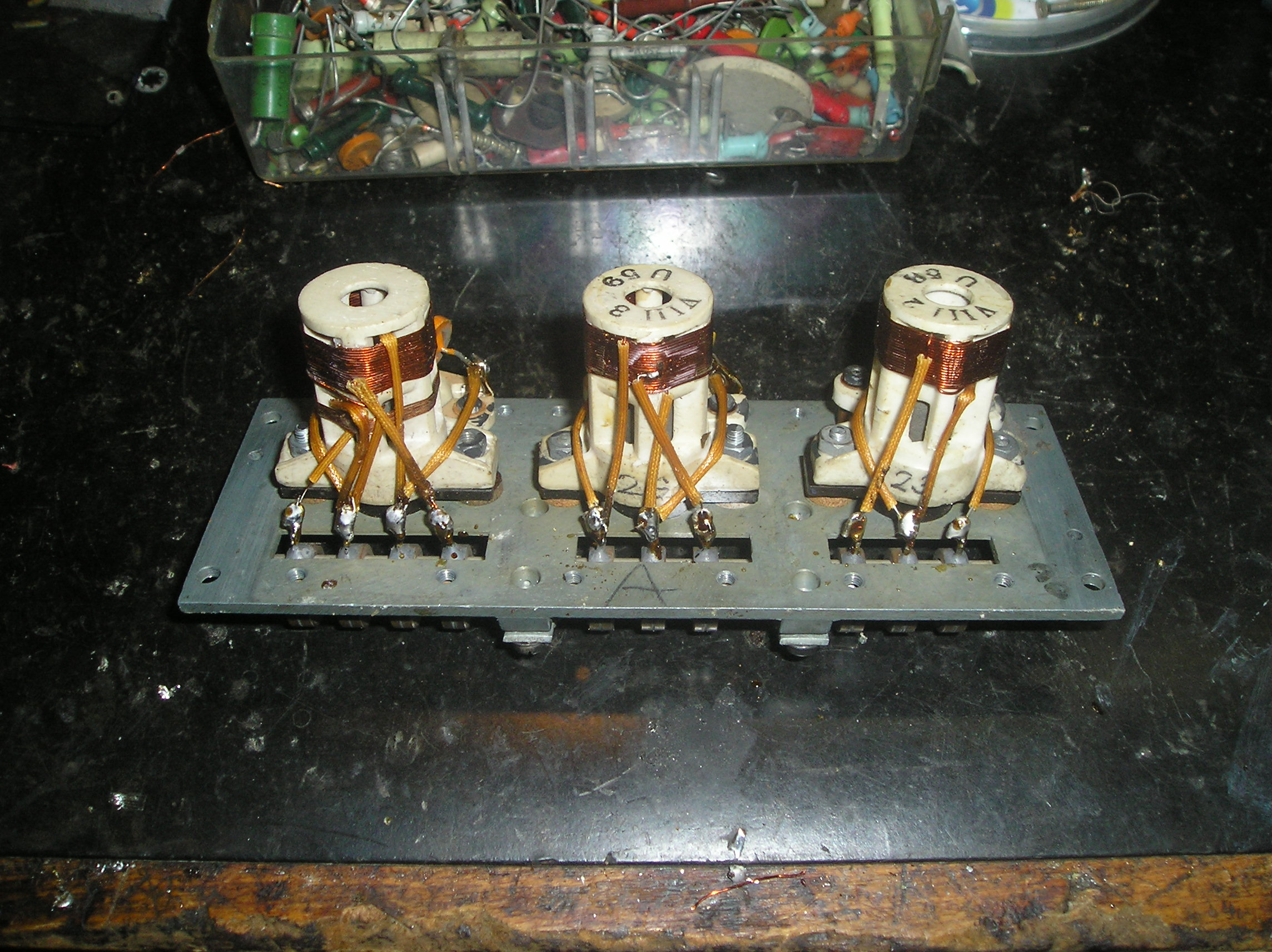
Přijimač Torn.E.b -  blok cívek krátkovlnných rozsahů
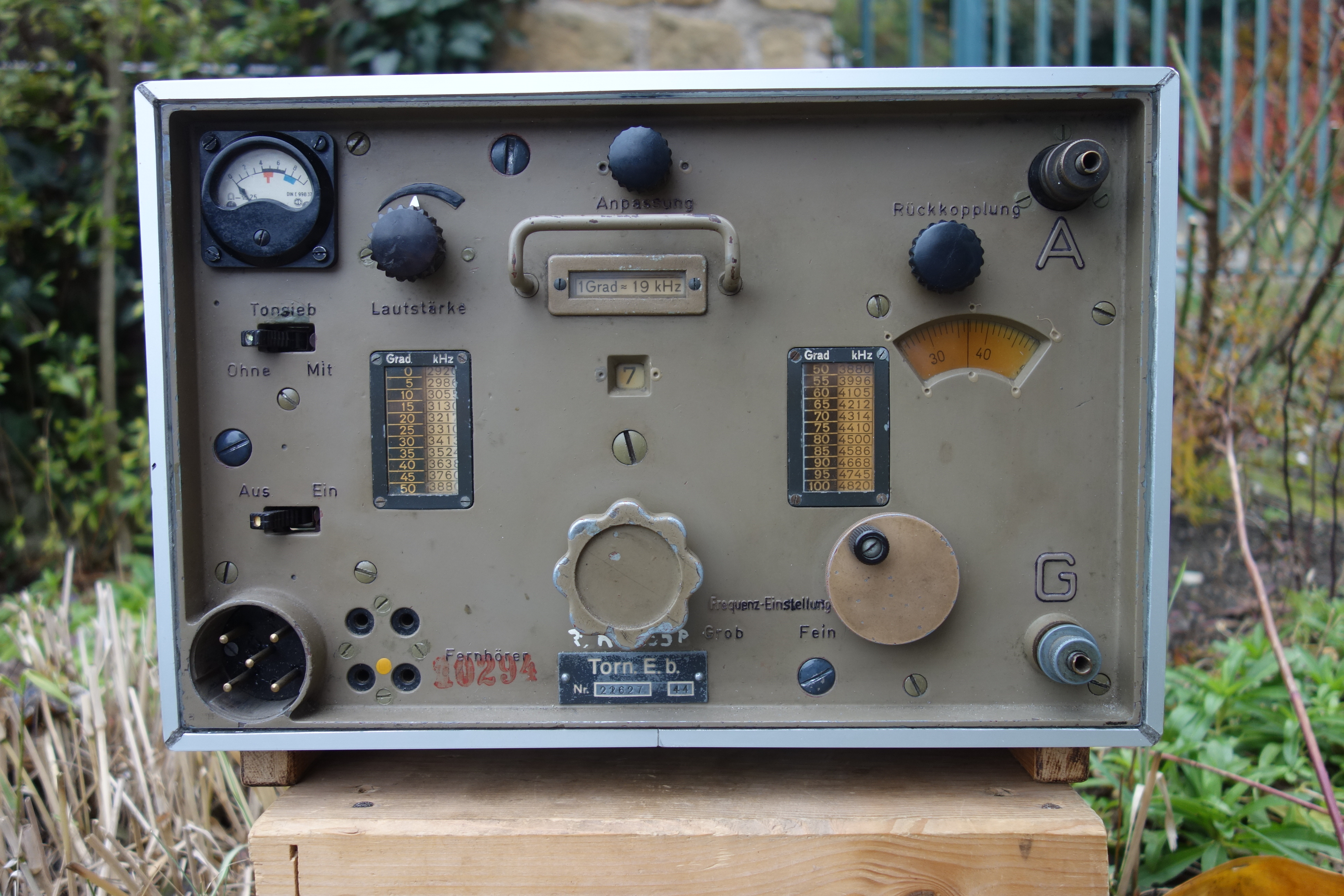
Těžký (zinkový) Torn z konce roku 1944
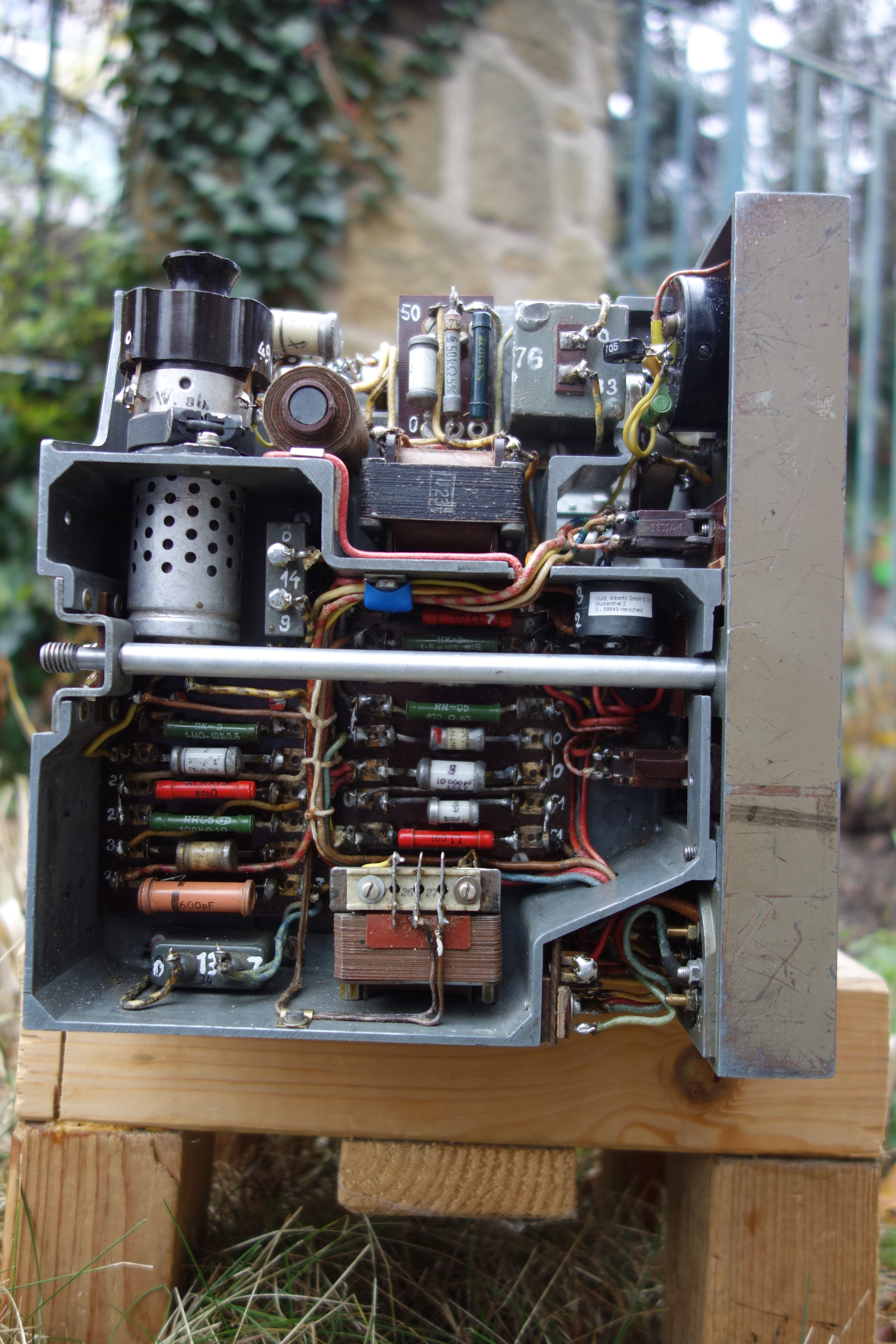
Pohled na NF část restaurovaného přijimače
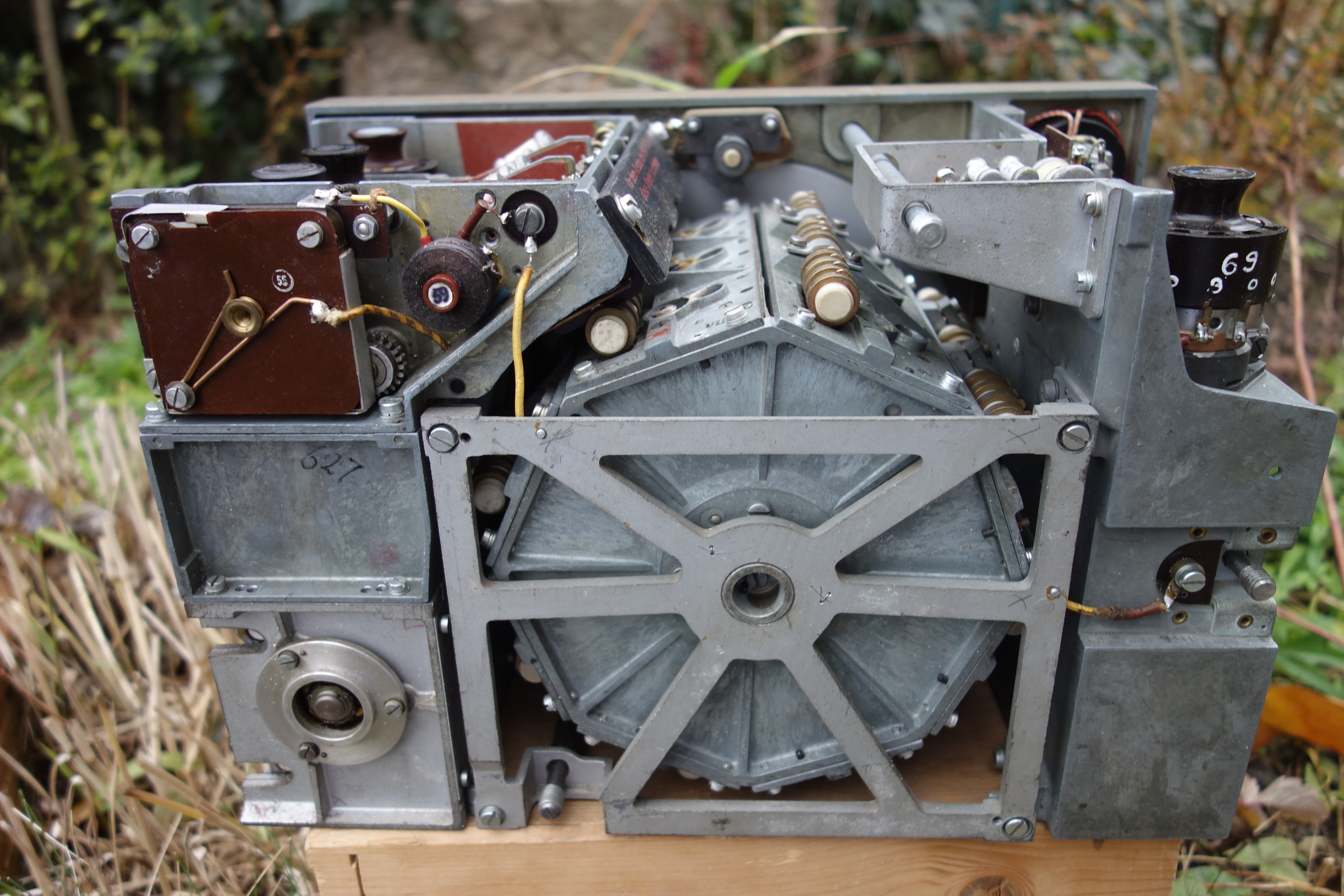
Karusel s cívkovými soupravami - 1944
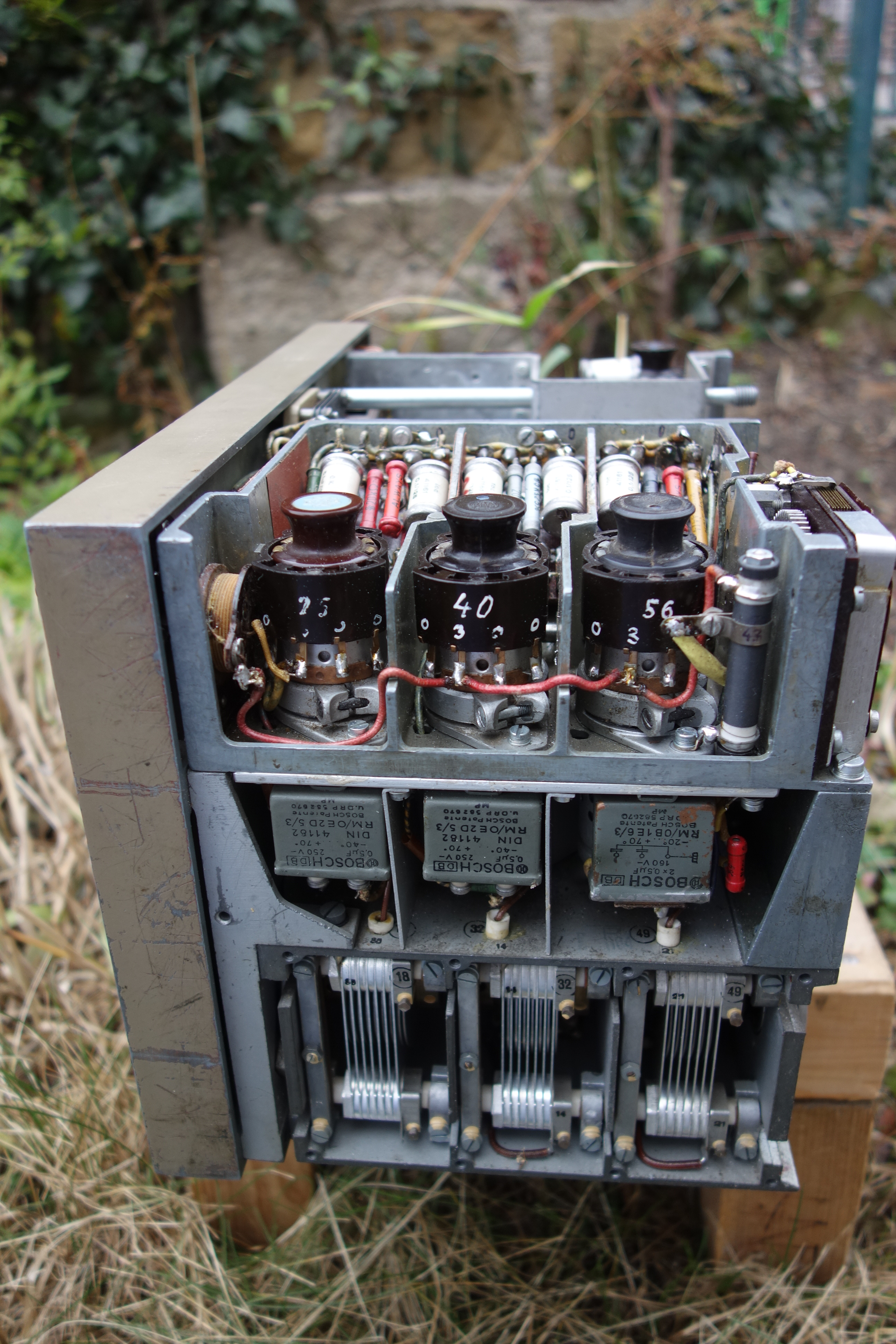
Pohled na VF část přijimače - 1944
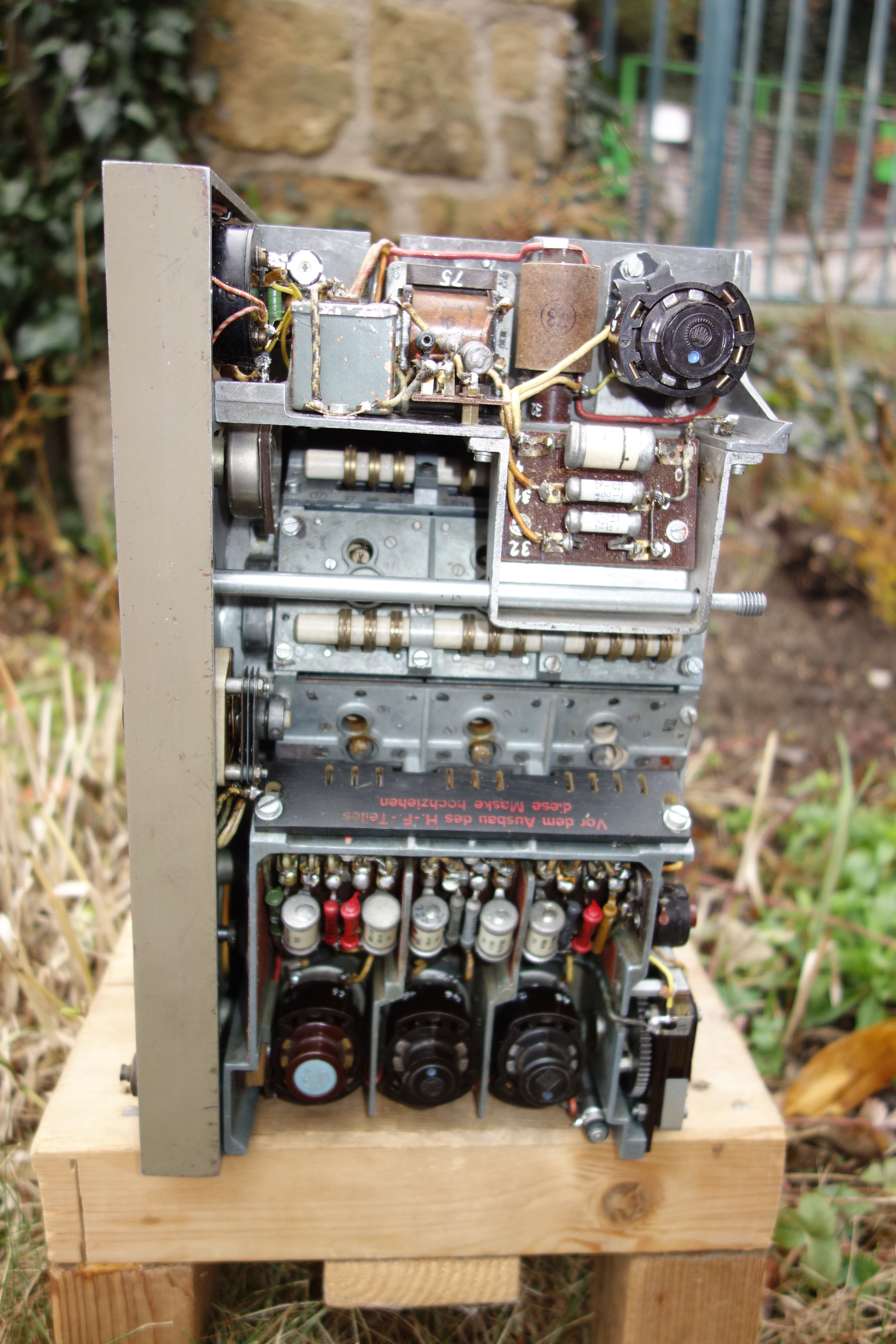
Pohled svrchu na rekonstruovaný přijimač - 1944
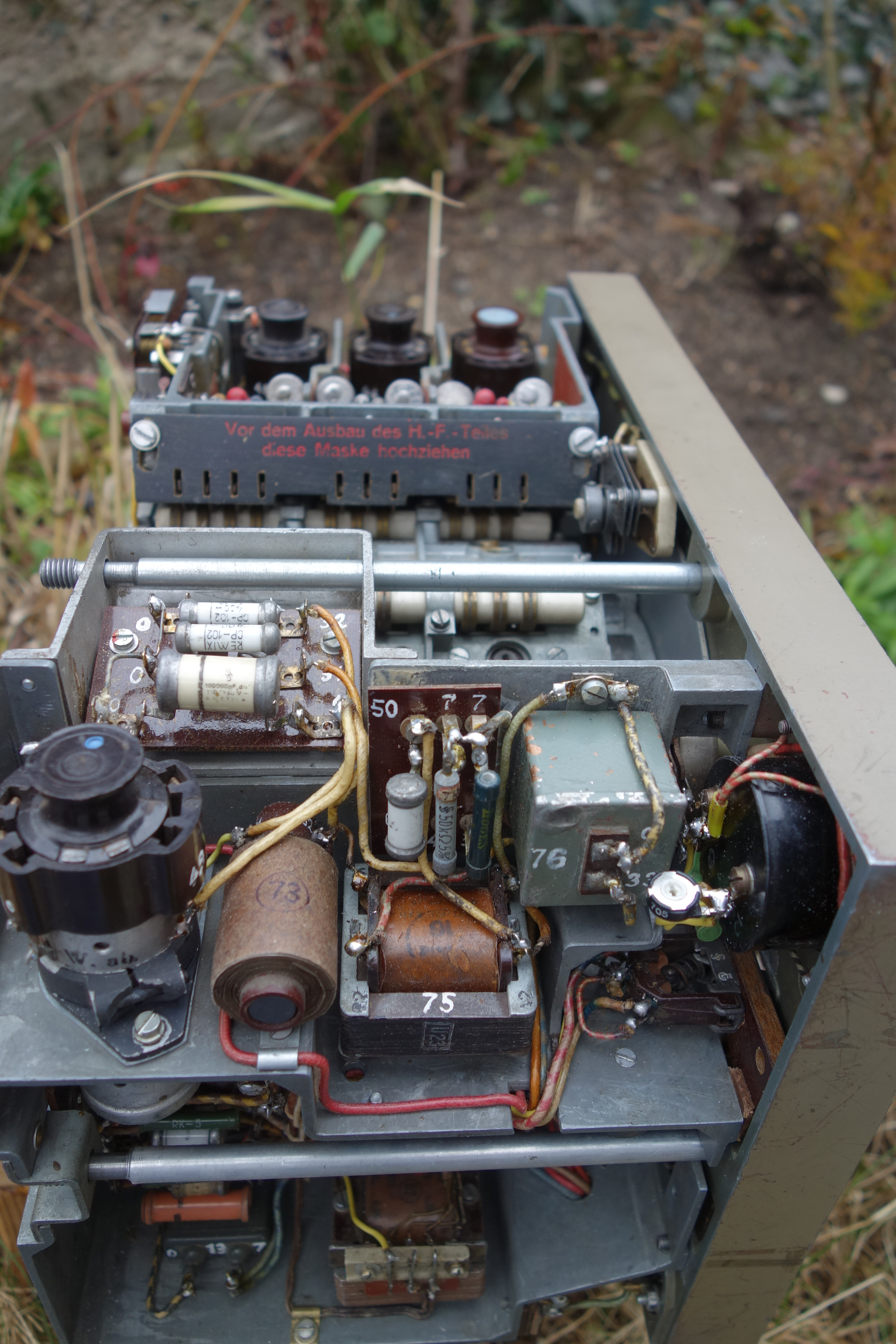
Šikmý pohled na rekonstruovaný přijimač - 1944
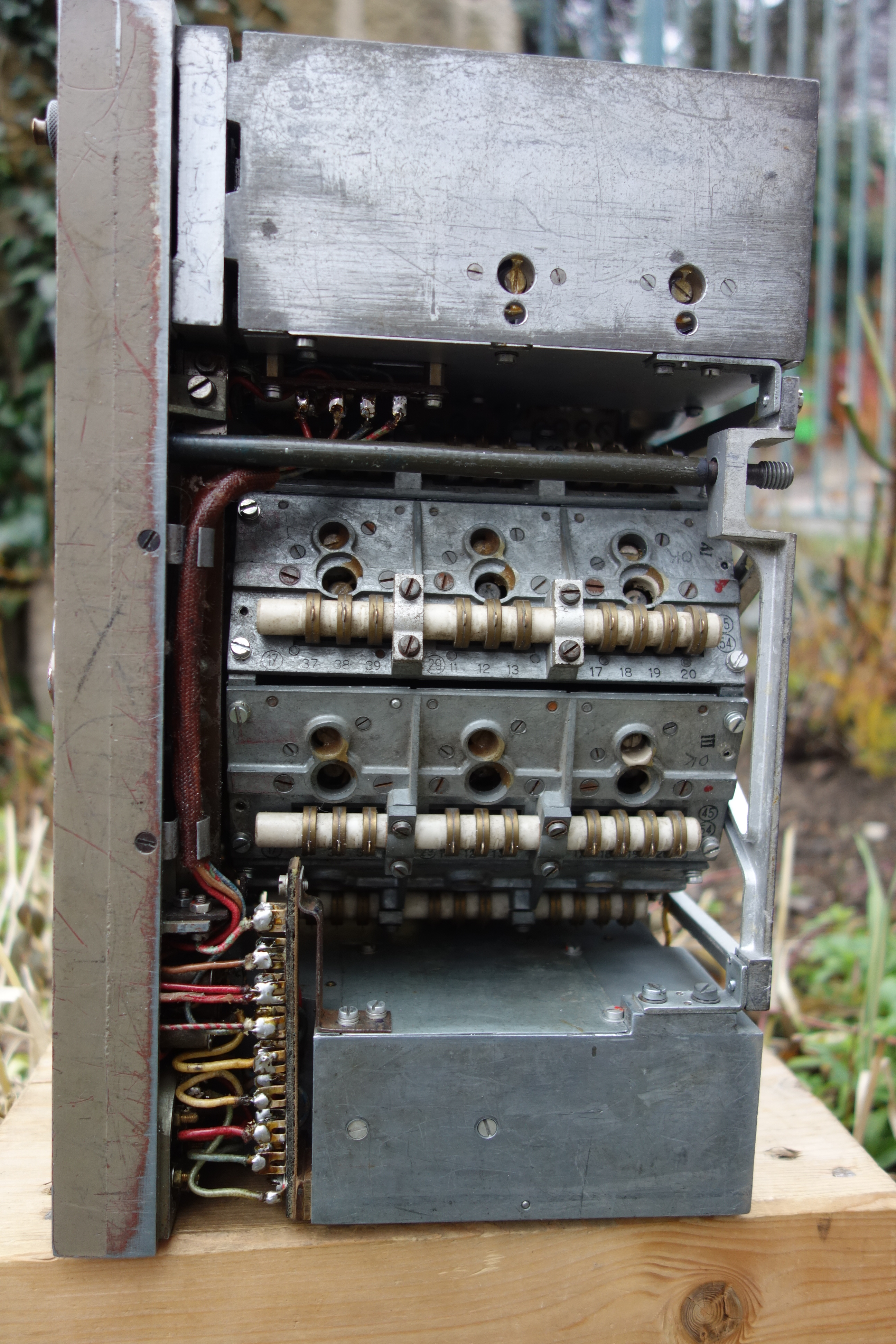
Pohled zespodu